# British Airways
British Airways (BA) là hãng hàng không của Vương quốc Anh, có trụ sở tại Waterside, Harmonsworth. Đây là hãng hàng không lớn thứ hai ở Vương quốc Anh, dựa trên quy mô đội bay và hành khách được vận chuyển, sau easyJet. Trung tâm vận chuyển chính của hãng đặt tại Sân bay Heathrow ở Luân Đôn. Vào tháng 1 năm 2011, BA đã sáp nhập với Iberia Airlines, để tạo ra International Consolidated Airlines Group, S.A (gọi tắt là International Airlines Group hay IAG), một công ty cổ phần được đăng ký tại Madrid, Tây Ban Nha. IAG là tập đoàn hàng không lớn thứ ba thế giới về doanh thu hàng năm và lớn thứ hai ở Châu Âu. Nó được liệt kê trên Sở giao dịch chứng khoán Luân Đôn và Sở Giao dịch Chứng khoán Madrid, một phần của Chỉ số FTSE 100 và Chỉ số IBEX35. British Airways là hãng hàng không chở khách đầu tiên đã tạo ra hơn 1 tỷ USD doanh thu trên một đường bay duy nhất trong một năm (từ ngày 01 tháng 4 năm 2017 đến 31 tháng 3 năm 2018 trên New York JFK - London Heathrow). 	
BA được thành lập vào năm 1974 sau khi Hội đồng Hàng không Anh được thành lập bởi chính phủ Anh để quản lý hai tập đoàn hàng không quốc hữu hóa, British Overseas Airways Corporation và British European Airlines, và hai hãng hàng không khu vực, Cambrian Airways từ Cardiff và Northeast Airlines từ Newcastle upon Tyne. Vào ngày 31 tháng 3 năm 1974, cả bốn công ty đã được sáp nhập để thành lập British Airways. Tuy nhiên, nó đang đánh dấu năm 2019 là một trăm năm của nó trên cơ sở các công ty tiền nhiệm. Sau gần 13 năm làm công ty nhà nước, BA đã được tư nhân hóa vào tháng 2 năm 1987 như là một phần của kế hoạch tư nhân hóa rộng rãi hơn của chính phủ Đảng Bảo thủ. Hãng đã mở rộng với việc mua lại Caledonia của Anh năm 1987, Dan-Air năm 1992 và British Midland International năm 2012. Sự ưu việt của nó làm nổi bật tầm ảnh hưởng của đất nước vì nhiều điểm đến của nó ở một số khu vực trong lịch sử là một phần của Đế quốc Anh.
Đây là một thành viên sáng lập của liên minh hàng không Oneworld, cùng với American Airlines, Qantas, Cathay Pacific và hãng Canadian Airlines (hiện không còn tồn tại). Liên minh đã phát triển để trở thành liên minh hàng không lớn thứ ba thế giới, sau SkyTeam và Star Alliance. 	 	
BA được thành lập vào năm 1974 sau khi Hội đ không Anh được thành lập bởi chính phủ Anh để quản lý hai tập đoàn hàng không quốc hữu hóa, British Overseas Airways Corporation và British European Airlines, và hai hãng hàng không khu vực, Cambrian Airways từ Cardiff và Northeast Airlines từ Newcastle upon Tyne. Vào ngày 31 tháng 3 năm 1974, cả bốn công ty đã được sáp nhập để thành lập British Airways. Tuy nhiên, nó đang đánh dấu năm 2019 là một trăm năm của nó trên cơ sở các công ty tiền nhiệm. Sau gần 13 năm làm công ty nhà nước, BA đã được tư nhân hóa vào tháng 2 năm 1987 như là một phần của kế hoạch tư nhân hóa rộng rãi hơn của chính phủ Đảng Bảo thủ. Hãng đã mở rộng với việc mua lại Caledonia của Anh năm 1987, Dan-Air năm 1992 và British Midland International năm 2012. Sự ưu việt của nó làm nổi bật tầm ảnh hưởng của đất nước vì nhiều điểm đến của nó ở một số khu vực trong lịch sử là một phần của Đế quốc Anh.
Đây là một thành viên sáng lập của liên minh hàng không Oneworld, cùng với American Airlines, Qantas, Cathay Pacific và hãng Canadian Airlines (hiện không còn tồn tại). Liên minh đã phát triển để trở thành liên minh hàng không lớn thứ ba thế giới, sau SkyTeam và Star Alliance.

## Lịch sử hình thành

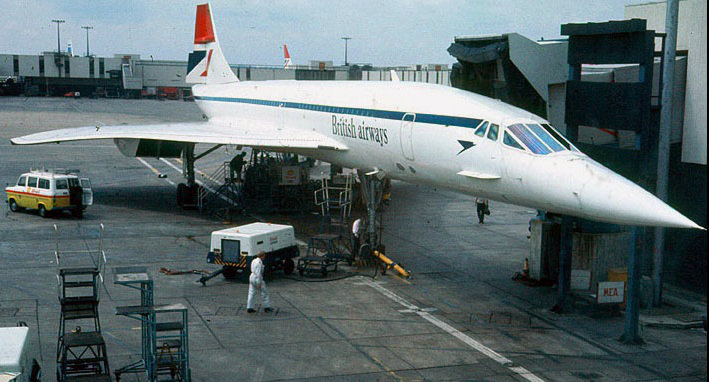
British Airways Concorde at Heathrow Airport

British Airways (BA) được thành lập năm 1972 khi ban quản lý của British Overseas Airways Corporation (BOAC) và British European Airways Corporation (BEA) sáp nhập dưới tên gọi British Airways Board. Kết quả của việc này là British Airways trở thành hãng hàng không quốc gia của Vương quốc Anh, với lợi thế là không có đối thủ, công ty mới bắt đầu khẳng định vị trí của mình. BA là một trong hai hãng hàng không duy nhất khai thác các đường bay bằng máy bay Concorde  với chuyến bay trở khách đấu tiên vào tháng 1-1976 Chuyến bay thương mại cuối cùng của Concorde là chuyến bay từ New York đến London ngày 24 tháng 10 năm 2003
Sir John King, được chỉ định làm chủ tịch vào năm 1981 với mục tiêu chuẩn bị cho việc tư nhân hoá British Airways. King đã tạo nên một sự thay đổi kỳ diệu, từ một hãng hàng không thua lỗ nặng trở thành một trong những hãng hàng không có lợi nhuận cao nhất trên thế giới, trong khi rất nhiều các hãng hàng không lớn khác gặp rất nhiều khó khăn. Hãng hàng không quốc gia được tư nhân hoá và được niêm yết trên thị trường chứng khoán London vào tháng 2-1987 bởi Đảng bảo thủ Anh.
Trong suốt thập niên 90, BA trở thành hãng hàng không có lợi nhuận cao nhất trên thế giới với khẩu hiệu "Hãng hàng không được thế giới ưa chuộng" (The World's favorite Airlines). Năm 1993, BA thành lập British Asia Airways, một hãng hàng không con có trụ sở ở Đài Loan, chuyên khai thác các chuyến bay giữa London và Đài Bắc. BA cũng mua lại 25% cổ phần của hãng hàng không Australia Qantas

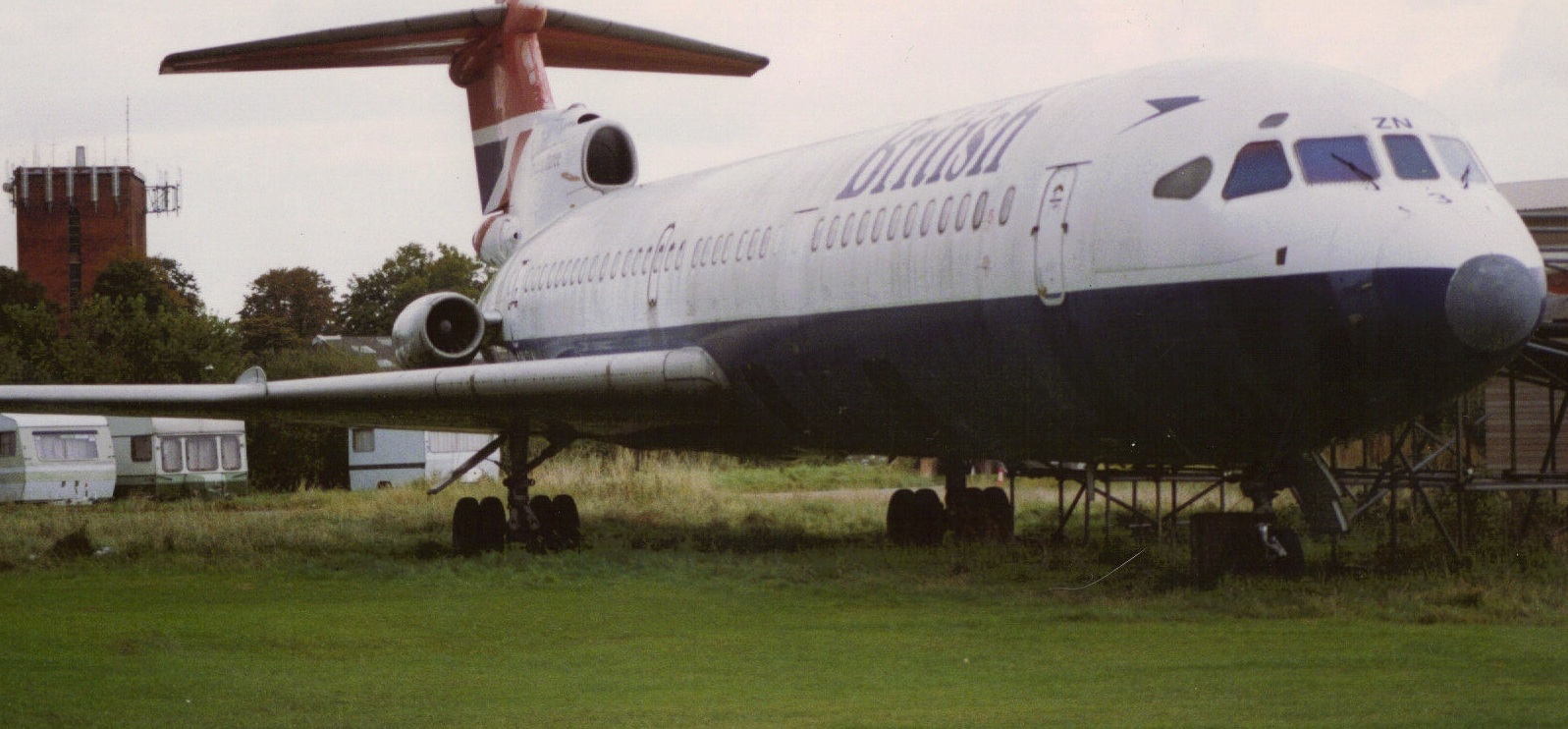
British Airways Hawker Siddeley Trident in 1974–1984 livery with enlarged "British" titles

Lord King thôi giữ chức chủ tịch vào năm 1993 và sau đó được thay bằng Colin Marshall, và Robert Ayling giữ chức vụ CEO, và đã tiết kiệm được 750 triệu bảng Anh trong quá trình quản lý của mình cũng như thành lập Go vào năm 1998. Tuy nhiên, 1 năm sau đó British Airways công bố rằng lợi nhuận của hãng đã bị giảm 84% và hãng đang ở trong tình trạng xấu nhất kể từ khi tư nhân hoá. tháng 3-2000, Robert Ayling bị xa thải và Rod Eddington được chọn làm người thay thế. Eddington đưa ra một kế hoạch cắt giảm nhân lực sau sự kiện 11-09 Ngày 8 tháng 9 năm 2004, British Airways công bố bán 18.5% cổ phần của hãng trong Qantas.
tháng 9-2005,Willie Walsh, trước đây là chủ tịch của Aer Lingus, trở thành CEO mới của British Airways. tháng 1-2008, BA công bố công ty con của hãng Openskies sẽ dựa vào quyền tự do vận chuyển qua Đại tây dương để thực hiện các chuyến bay từ các thành phố chính của châu Âu tới Mỹ. Ngày 30 tháng 7 năm 2008, British Airways và Iberia Airlines công bố kế hoạch sáp nhập. Cả hai hãng hàng không vẫn sẽ hoạt động dưới thương hiệu riêng của mình, giống như Air France và KLM. Ngày 8 tháng 4 năm 2010, hãng công bố rằng quá trình sáp nhập vẫn đang được tiến hành và sẽ hoàn thành vào cuối năm Tổng hành dinh của hãng hàng không mới sẽ được đặt tại London

## Tổ chức

### Trụ sở

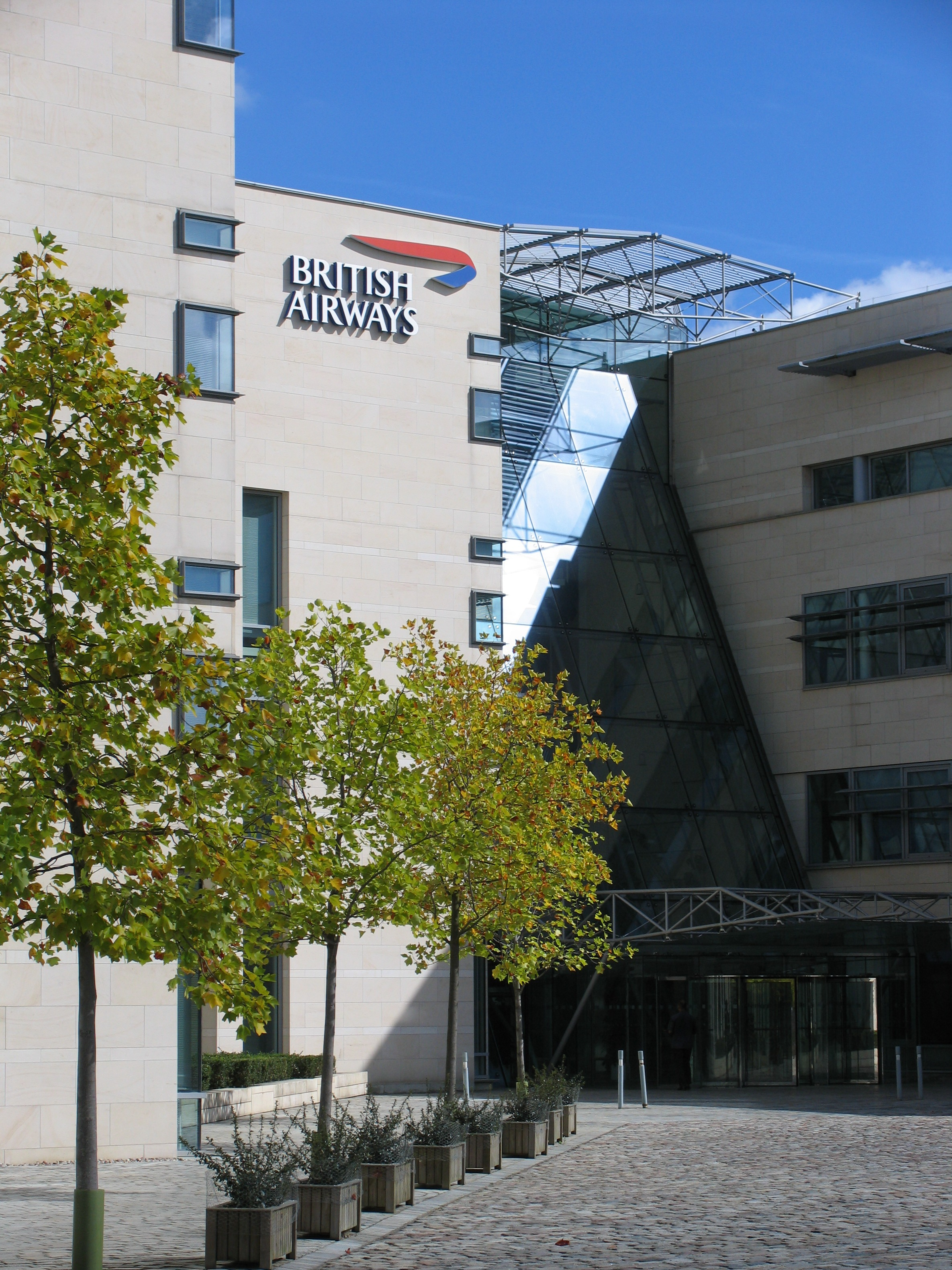
Waterside, the head office of British Airways

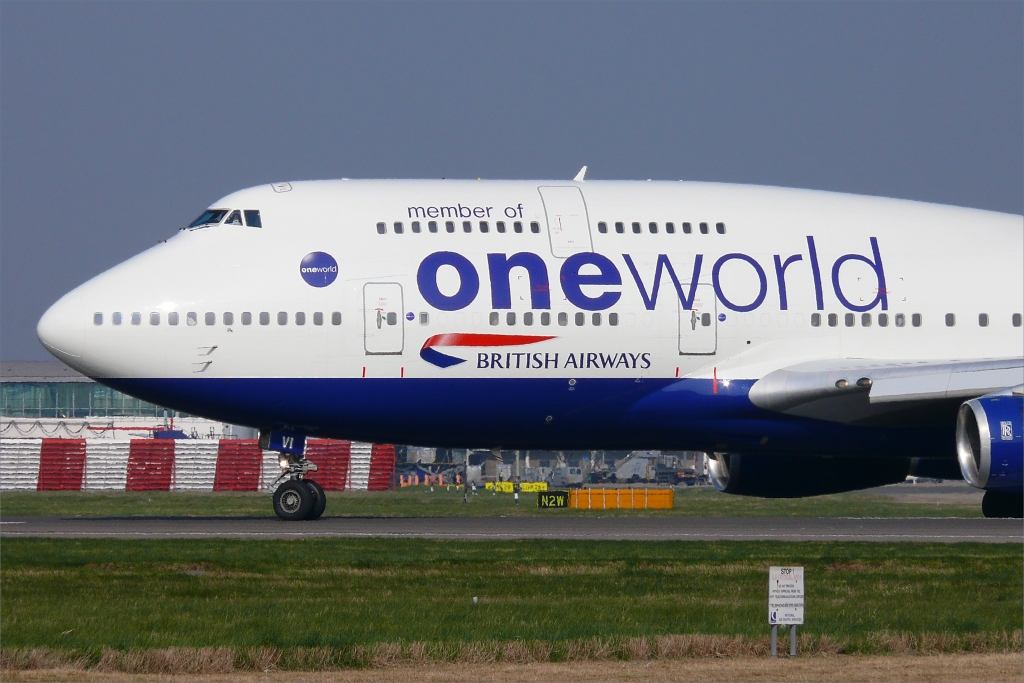
A British Airways Boeing 747-400 in a special Oneworld livery at London Heathrow Airport, Anh. (2009)

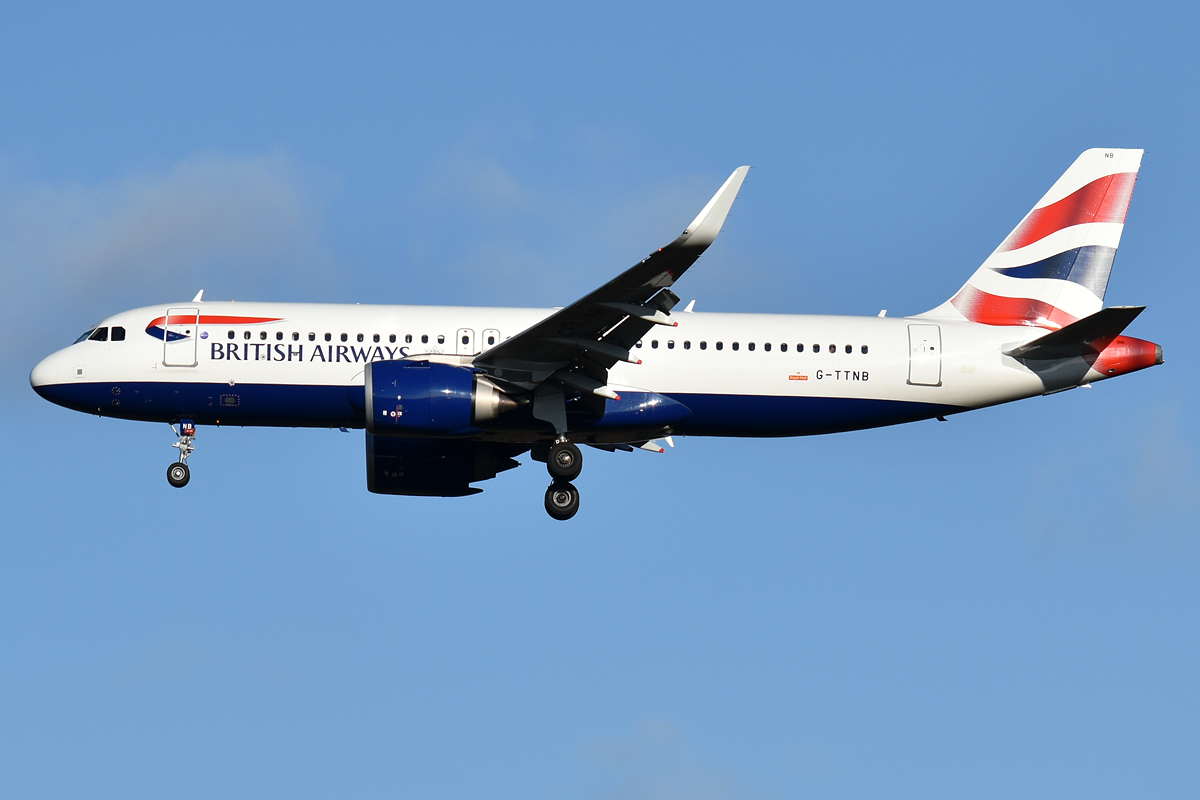
Airbus A320neo

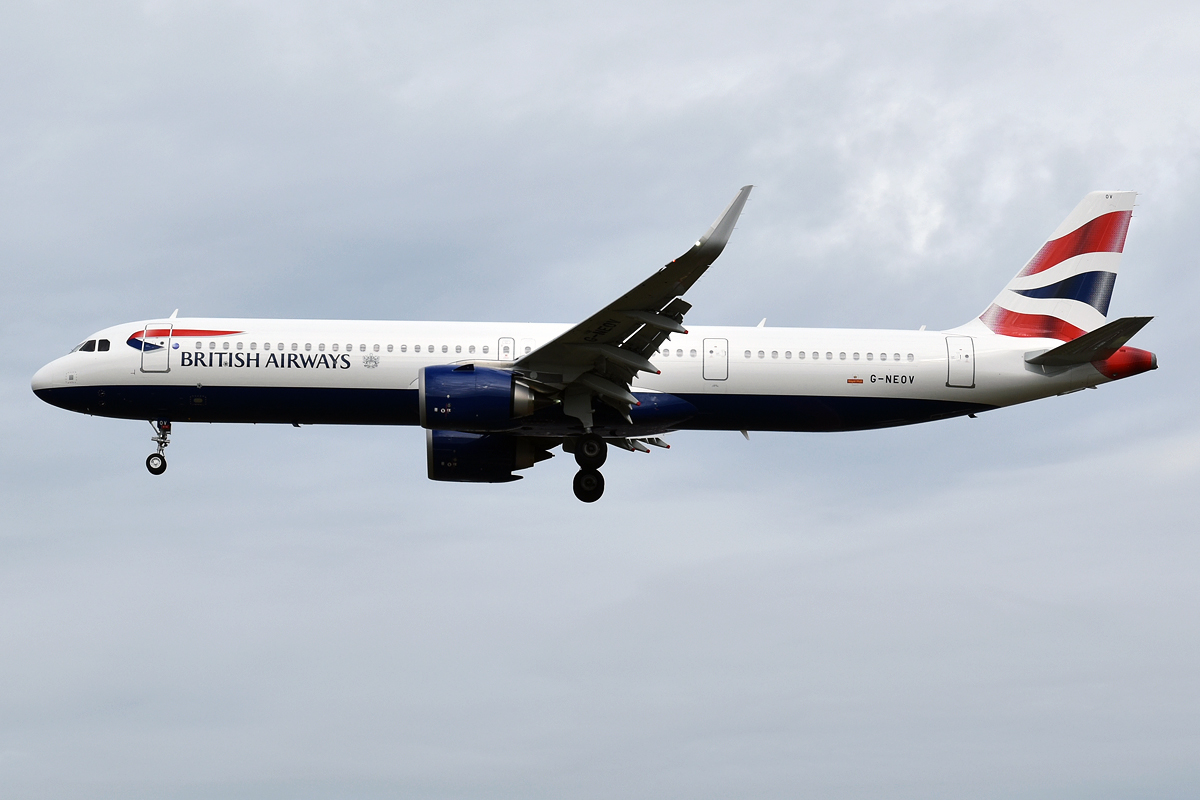
Airbus A321neo ACF

Trụ sở của British Airways tên là Waterside được đặt ở Harmondsworth, London Borough of Hillingdon, Anh. Waterside được hoành thành vào tháng 6-1998. Trụ sở trước đây của British Airways được đặt tại Speedbird House, trong sân bay London Heathrow, nó cũng thường được gọi là Birdseed House.

### Tài chính
† Preliminary results for 2009/2010 year.
* Restated for the disposal of the regional business of BA Connect.

## Điểm đến của British Airways
British Airways có đường bay đến 150 điểm, bao gồm 6 điểm trong nước. BA là một trong số 9 hãng hàng không có đường bay cố định đến cả sáu châu lục (8 hãng còn lại bao gồm Delta Air Lines, Emirates Airline, Korean Air, Malaysia Airlines, Qantas, Qatar Airways, South African Airways và United Airlines).

## Thỏa thuận chia sẻ chỗ
Ngoài việc chia sẻ chỗ với các thành viên trong liên minh hàng không oneworld, British Airways còn có thỏa thuận chia sẻ chỗ với các hãng sau
- Aer Lingus
- Alaska Airlines
- China Eastern Airlines
- EVA Air
- Flybe
- Loganair

## Đội bay

### Đội bay hiện tại
Ngoài các máy bay Boeing 707 và Boeing 747 từ BOAC, trong khoảng thời gian từ 1972-1974 BA có một đội bay với hầu hết các máy bay của Vương quốc Anh. Thập niên 80 hãng bắt đầu đưa đội bay Boeing 737 và Boeing 757 vào khai thác và sau đó là máy bay Boeing 747-400, Boeing 767 và Boeing 777 vào thập niên 90. Dù vậy, ngoài 29 trong tổng số máy bay Boeing 777, các máy bay của hãng được lắp đặt động cơ Rolls-Royce, được sản xuất tại Anh. Ví dụ động cơ Trent 800 trên máy bay Boeing 777s hay động cơ RB211-524 trên máy bay 747-400s và 767s hoặc động cơ RB211-535s trên máy bay 757-200s. Các máy bay Boeing sản xuất cho British Airways được mang số hiệu 36 và điều này được thể hiện như một hậu tố, ví dụ 737-436 hoặc 747-436
Tuy có một đội bay Boeing khá mạnh, nhưng hãng cũng khai thác các loại máy bay khác. Trong thập niên 80, hãng đã mua máy bay Lockheed L-1011.. Những năm cuối thập niên 90, British Airways có đơn đặt hàng đầu tiên với Airbus, cho 100 máy bay A320 và A319 nhằm thay thế đội bay Boeing 737 đã cũ . tháng 9-2007, hãng đặt hàng 12 chiếc Airbus A380. Còn chiếc Boeing 747 đến năm 2024 thì nghỉ hưu tất cả 

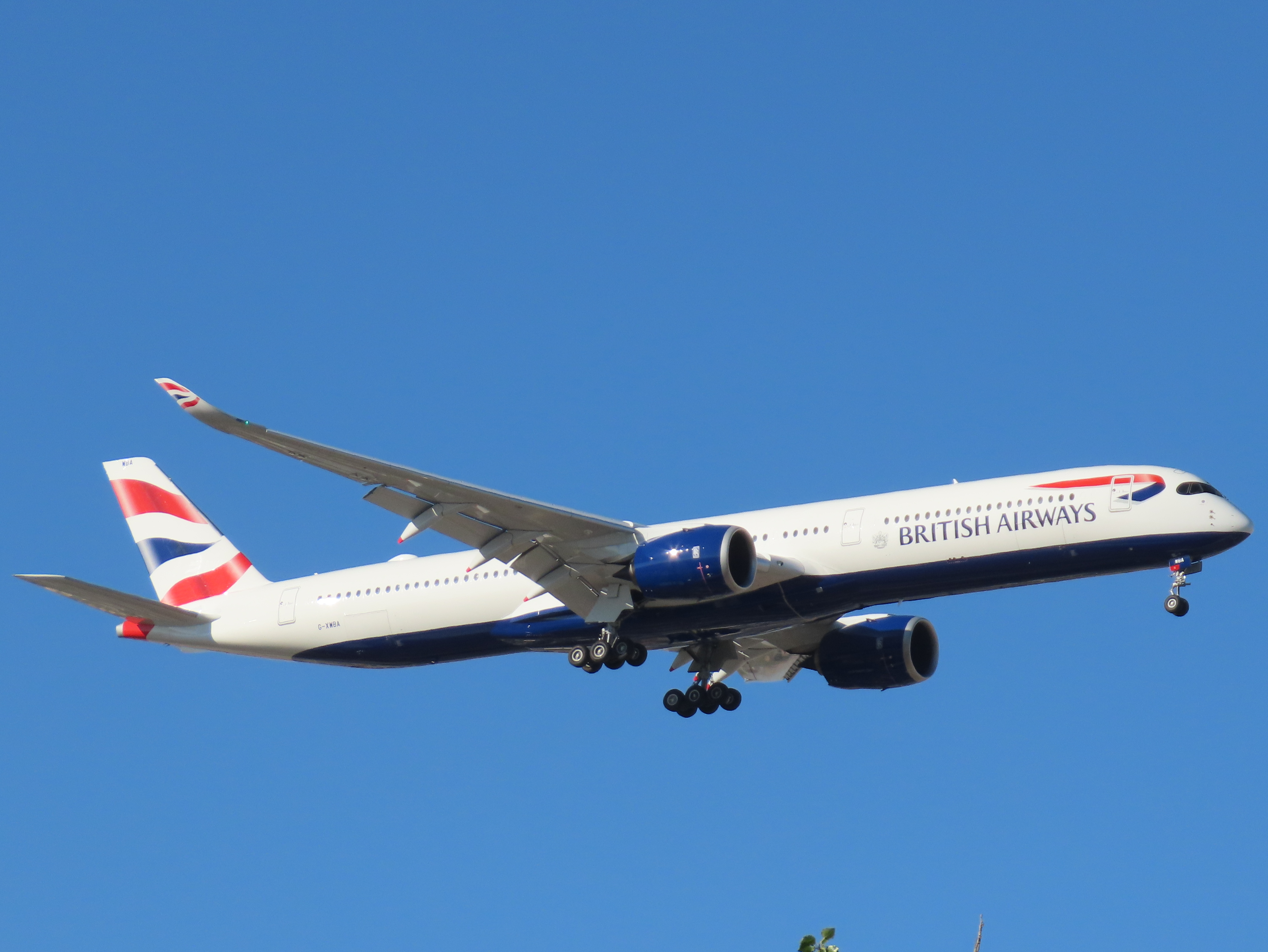
Airbus A350-1000 hạ cánh tại Sân bay Adolfo Suárez Madrid–Barajas

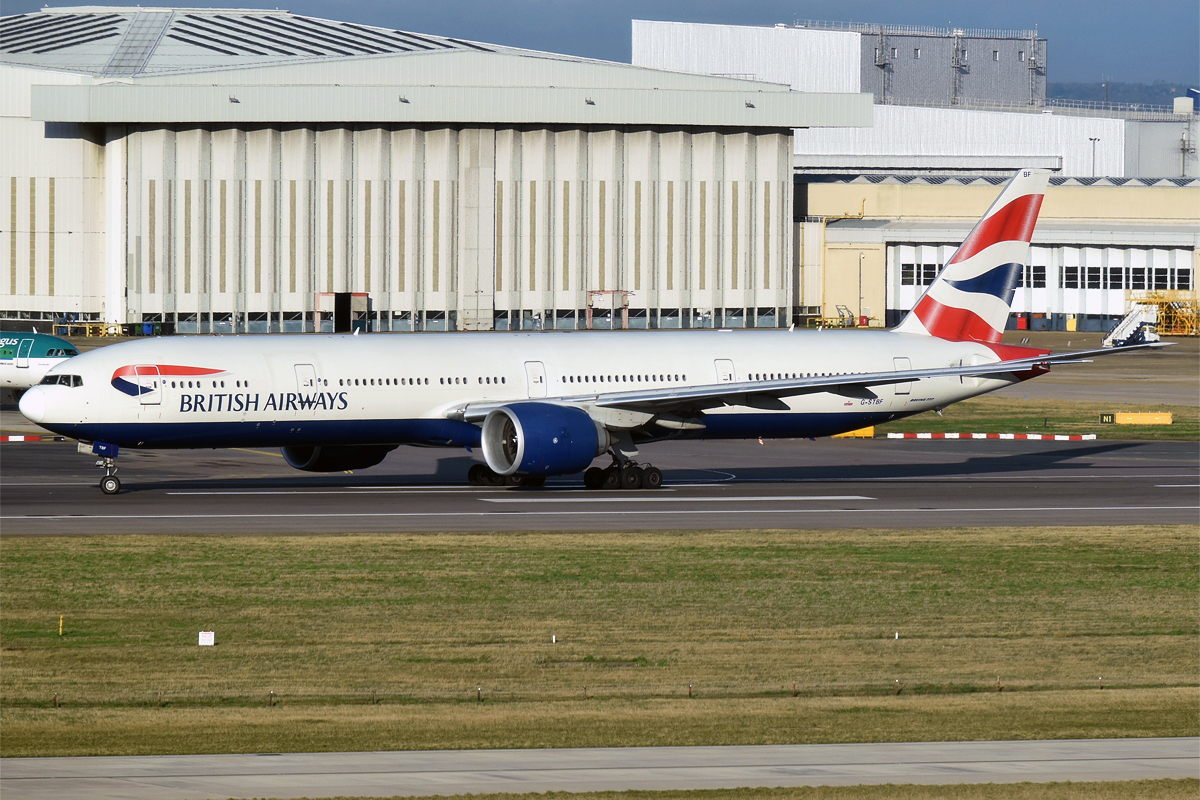
Boeing 777-300ER

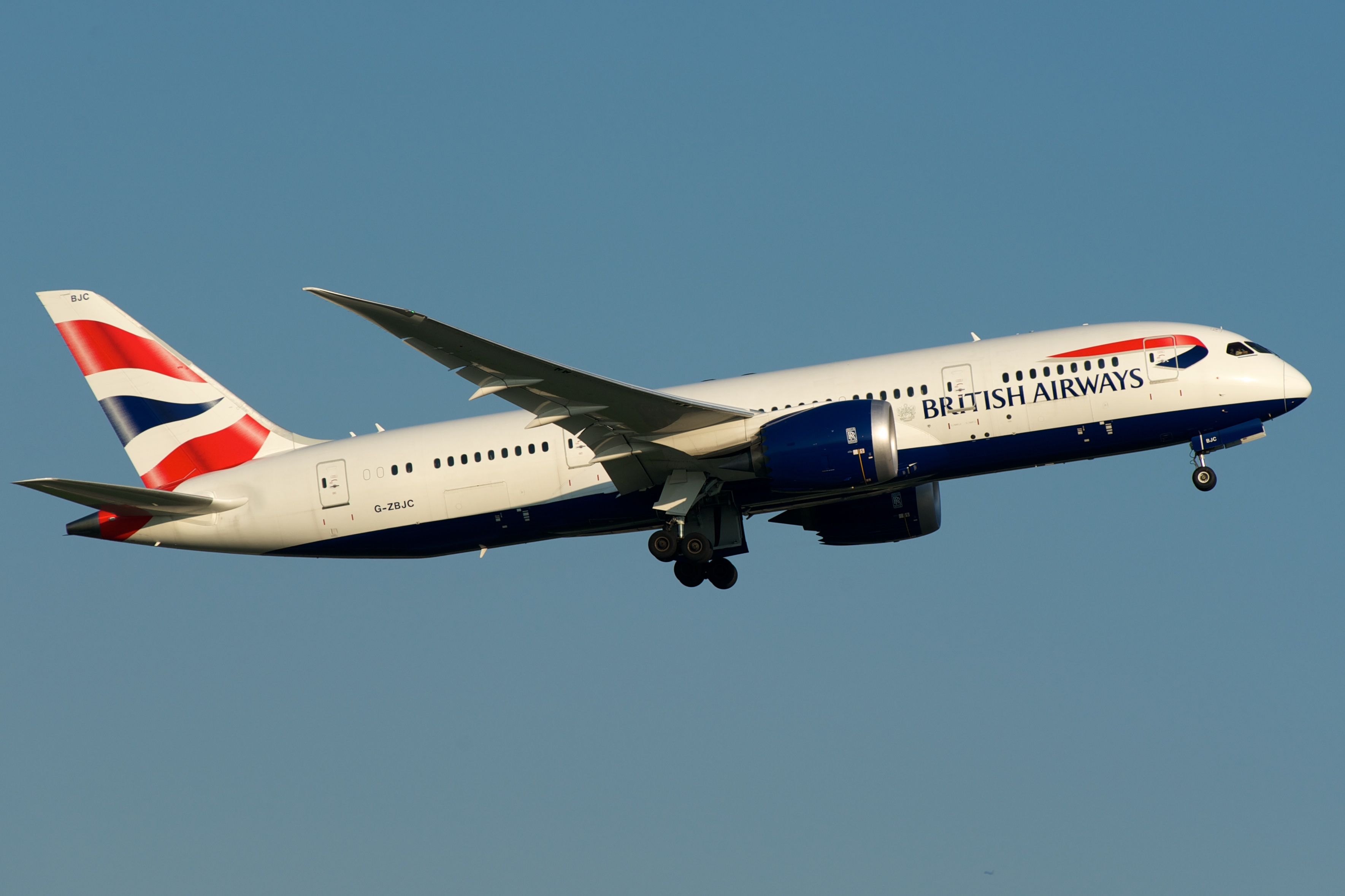
Boeing 787-8 cất cánh tại Sân bay quốc tế Toronto Pearson

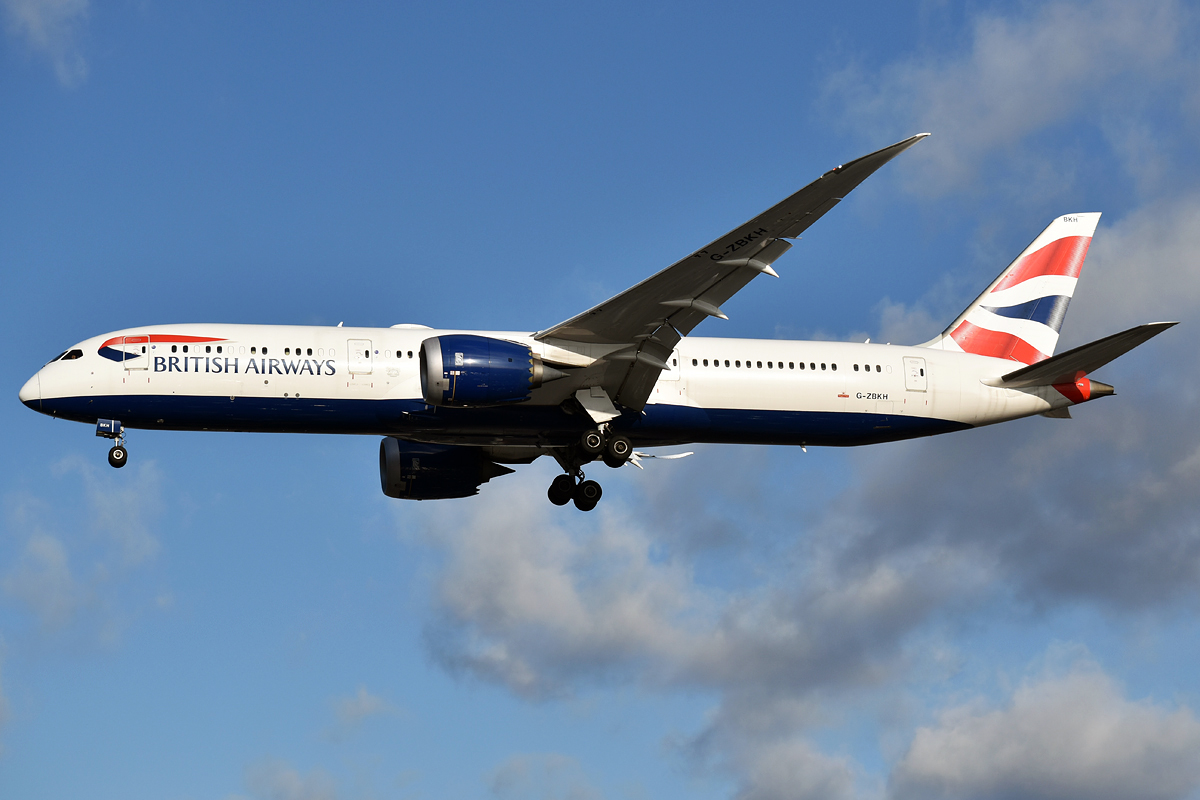
Boeing 787-9

Boeing 787-10 hạ cánh tại Sân bay Heathrow

Tính đến tháng 6/2024, đội bay của British Airways gồm có:

Tuổi thọ trung bình của đội bay tính đến tháng 12/2021 là 13,2 năm.
| Loại máy bay       | Đang sử dụng | Đặt hàng | Hành khách | Hành khách | Hành khách | Hành khách | Hành khách | Ghi chú                                    |
| Loại máy bay       | Đang sử dụng | Đặt hàng | F          | C          | T+         | T          | Tổng       | Ghi chú                                    |
| ------------------ | ------------ | -------- | ---------- | ---------- | ---------- | ---------- | ---------- | ------------------------------------------ |
| Airbus A319-100    | 29           | —        | —          | —          | 40         | 83         | 123        | 1 chiếc sơn màu sơn BEA.                   |
| Airbus A320-200    | 55           | —        | —          | —          | 48         | 108        | 156        |                                            |
| Airbus A320neo     | 20           | 13       | —          | —          | 48         | 108        | 156        | 1 chiếc mang màu sơn BEA                   |
| Airbus A321neo ACF | 13           | 7        | —          | —          | 56         | 136        | 192        |                                            |
| Airbus A350-1000   | 18           | __       | —          | 56         | 56         | 219        | 331        |                                            |
| Airbus A380-800    | 12           | —        | 14         | 97         | 55         | 303        | 469        | Đã hoạt động trở lại sau nhiều năm nằm sân |
| Boeing 777-200ER   | 43           | —        | 14         | 48         | 30         | 134        | 219        |                                            |
| Boeing 777-200ER   | 43           | —        | 13         | 48         | 32         | 127        | 220        |                                            |
| Boeing 777-200ER   | 43           | —        | 14         | 48         | 40         | 122        | 226        |                                            |
| Boeing 777-200ER   | 43           | —        | 8          | 49         | 40         | 138        | 235        |                                            |
| Boeing 777-200ER   | 43           | —        | —          | 48         | 24         | 203        | 275        |                                            |
| Boeing 777-200ER   | 43           | —        | —          | 32         | 48         | 252        | 332        |                                            |
| Boeing 777-200ER   | 43           | —        | —          | 32         | 52         | 252        | 336        |                                            |
| Boeing 777-300ER   | 11           | —        | 14         | 56         | 44         | 183        | 297        |                                            |
| Boeing 777-300ER   | 5            | —        | 8          | 76         | 40         | 130        | 254        |                                            |
| Boeing 777-9       | —            | 18       | 8          | 65         | 46         | 206        | 325        | 8 chiếc đầu sẽ được giao vào năm 2024.     |
| Boeing 787-8       | 12           | —        | —          | 35         | 25         | 154        | 214        |                                            |
| Boeing 787-9       | 18           | —        | 8          | 42         | 39         | 127        | 216        |                                            |
| Boeing 787-10      | 8            | 10       | 8          | 48         | 35         | 165        | 256        |                                            |
| Embraer E190LR     | 23           | —        | —          | 8          | —          | 90         | 98         | Khai thác bởi BA City Flyer                |
| Tổng cộng          | 267          | 48       |            |            |            |            |            |                                            |

### Các máy bay mang màu sơn đặc biệt
_ Concorde
+ G-BOAA, BOAB, BOAC, BOAD, BOAE, BOAF, BOAG: Union Flag
_ Boeing 747-400
+ G-BNLH: Wings
+ G-BNLS: DREAMFILGHT
+ G-BNLY: Landor
+ G-BLNZ: Animals & Tree
+ G-CIVB: Negus
+ G-CIVZ: Benyhone (Mountain of the Birds)
_ Boeing 777-200ER:
+ G-YMML: GREAT Festival of Creativity in Shanghai
+ G-VIIJ: Benyhone (Mountain of the Birds)
+ G-VIIK: Animals & Tree
_ Boeing 757-200:
+ G-CPEL: Animals & Tree
+ G-BMRC: British Olympic Team (Teaming up for Britain)
+ G-BMRI: Blomsteräng (Flower Field)
+ G-BIKL: Benyhone (Mountain of the Birds)
_ Boeing 737-200:
+ G-BGDT: Animals & Tree
+ G-BGDL: Benyhone (Mountain of the Birds)
+ G-BKYB: Blue Poole
+ G-BKYG: British Olympic Team (Teaming up for Britain)
_ Boeing 737-300: D-ADBU: Avignon
_ Boeing 737-400:
+ G-BNNL: Chelsea Rose
+ G-DOCD: Animals & Tree
+ G-DOCE: Blomsteräng (Flower Field)
+ G-DOCG: Chelsea Rose
_ Boeing 747-200:
+ G-BDXG: Blomsteräng (Flower Field)
+ G-BDXK: Chelsea Rose
_ Boeing 767-300: G-BNWU: Blomsteräng (Flower Field)
_ Airbus A320:
+ G-MEDA: Whale Rider
+ G-BUSC: British Olympic Team (Teaming up for Britain)
+ G-BUSI: British Blend
_ Embraer ERJ 145: G-EMBD: Animals & Trees

### Các máy bay đã sử dụng
| Loại máy bay            | Năm đưa vào hoạt động | Năm ngừng hoạt động |
| ----------------------- | --------------------- | ------------------- |
| BAC One-Eleven          | 1974                  | 1993                |
| Boeing 707-400          | 1974                  | 1984                |
| Boeing 737-200          | 1974                  | 2001                |
| Boeing 747-100          | 1974                  | 1999                |
| Boeing 747-200          | 1977                  | 2001                |
| Concorde                | 1976                  | 2003                |
| Hawker Siddeley Trident | 1974                  | 1989                |
| Hawker Siddeley HS 748  | 1975                  | 1985                |
| Lockheed L-1011 TriStar | 1974                  | 1999                |
| Vickers VC10            | 1974                  | 1983                |
| Vickers Vanguard        | 1974                  | 1975                |
| Vickers Viscount        | 1974                  | 1982                |

| Loại máy bay            | Năm đưa vào hoạt động | Năm ngừng hoạt động |
| ----------------------- | --------------------- | ------------------- |
| Airbus A318             | 2009                  | 2020                |
| Airbus A320-100         | 1988                  | 2007                |
| Boeing 737-300          | 1988                  | 2009                |
| Boeing 737-400          | 1990                  | 2015                |
| Boeing 737-500          | 1996                  | 2009                |
| Boeing 747-400          | 1989                  | 2024                |
| Boeing 757-200          | 1983                  | 2010                |
| Boeing 767-200          | 1993                  | 1996                |
| Boeing 767-300          | 1991                  | 2018                |
| Boeing 777-200          | 1995                  | 2022                |
| Dash 8-100              | 1993                  | 1998                |
| Saab 340                | 1990                  | 1991                |
| BAe 146-200             | 1989                  | 1994                |
| McDonnell Douglas DC-10 | 1988                  | 1999                |

### Đội bay trong tương lai

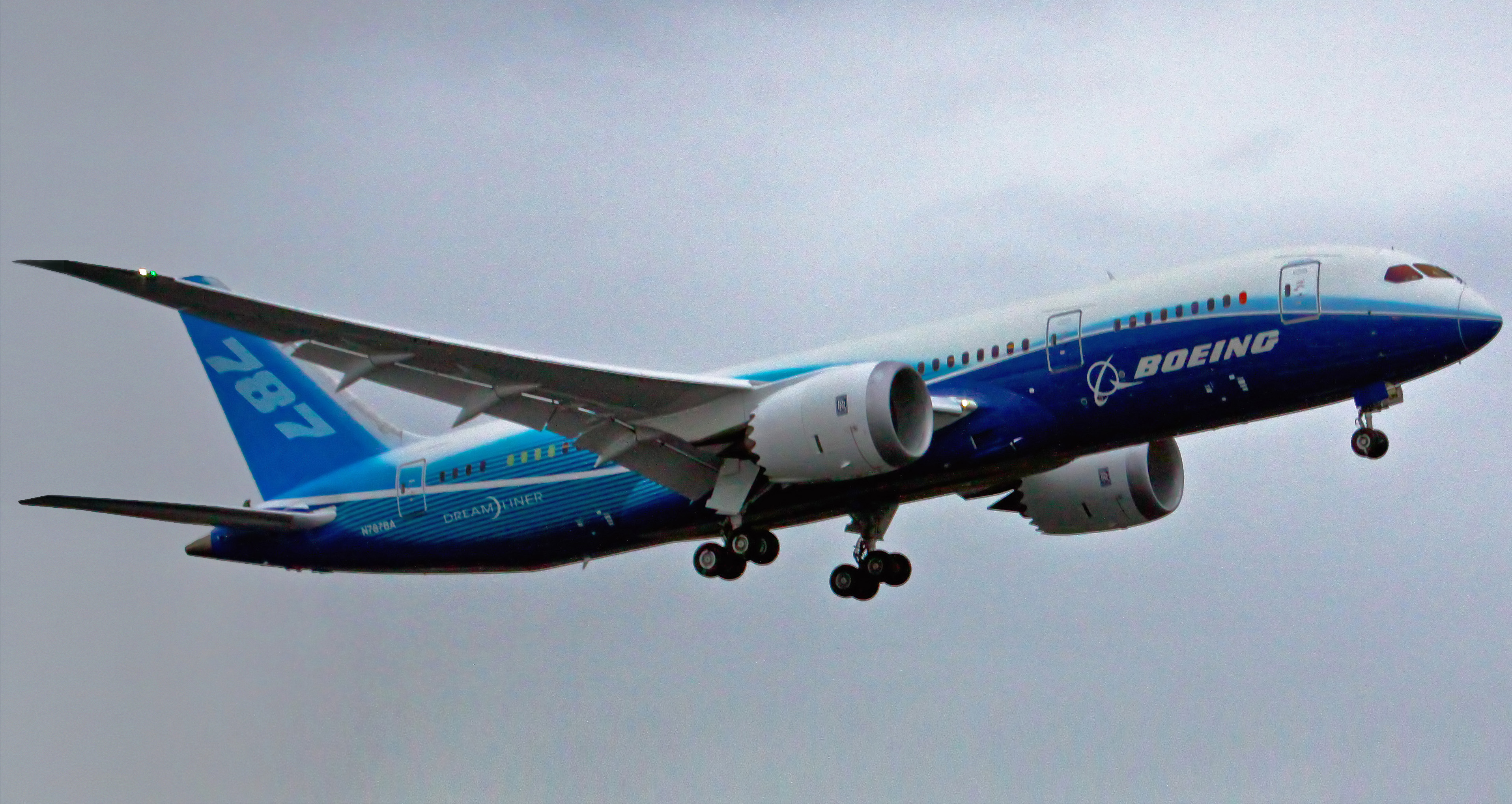
British Airways has placed firm orders for 24 Boeing 787s, which will replace the oldest Boeing 767s in the fleet from 2012

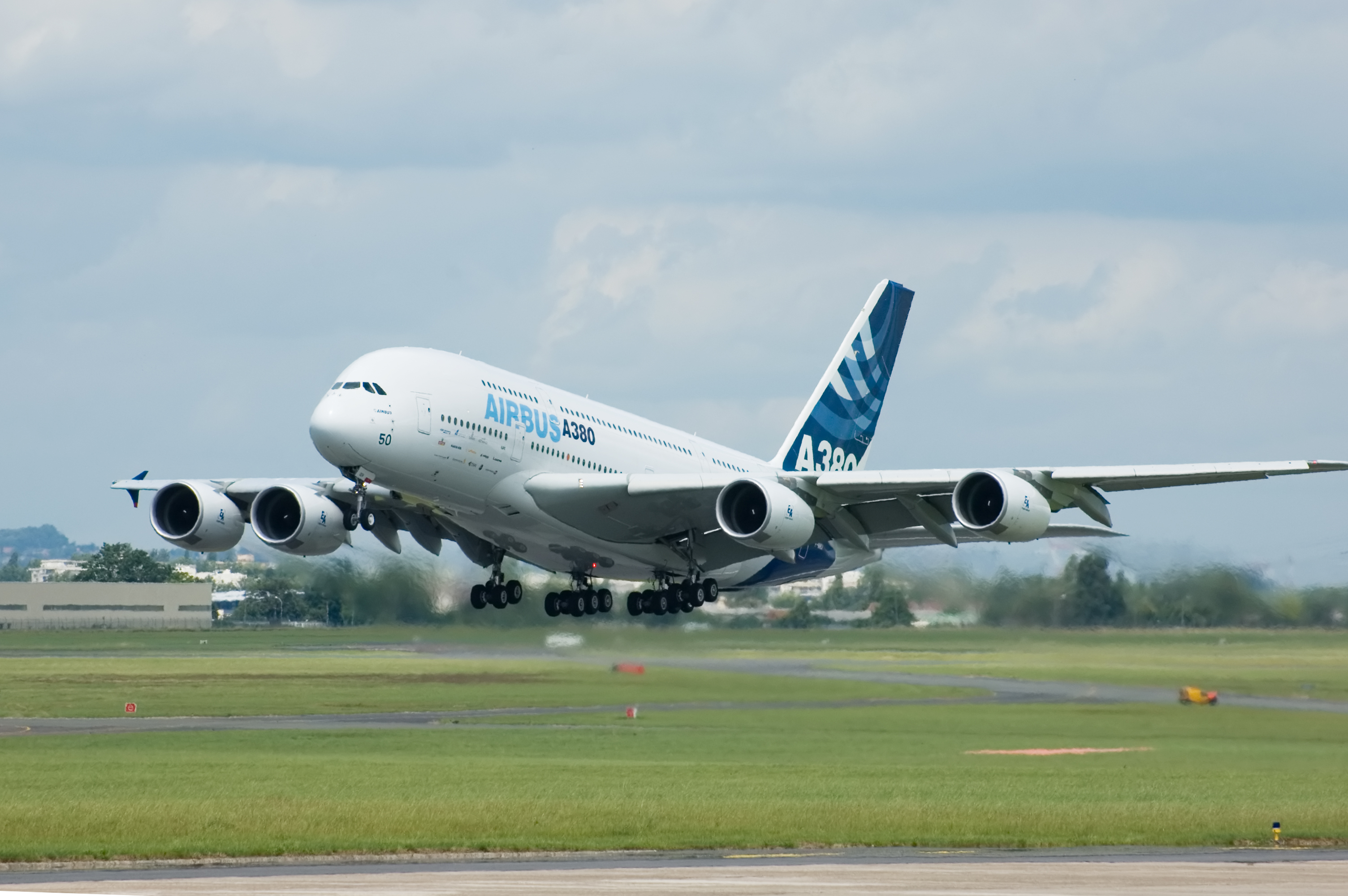
The Airbus A380 is due to enter service with British Airways in 2013

Ngày 27 tháng 3 năm 2007, British Airways đặt hàng thêm 4 chiếc Boeing 777-200ER, nâng tổng số máy bay loại này lên thành 8 chiếc trong đơn đặt hàng trị giá 800 triệu đô la
Ngày 27 tháng 9 năm 2007, BA công bố đơn đặt hàng lớn nhất từ năm 1998 gồm 36 máy bay tầm xa. Trong đó có 12 chiếc Airbus A380 và có thể sẽ thêm 7 chiếc nữa và 24 chiếc Boeing 787s và có thể thêm 18 chiếc nữa. Động cơ Rolls-Royce Trent đã được chọn để lắp cho các loại máy bay này, trong đó Trent 900s cho máy bay A380 và Trent 10 cho máy bay B787. Các máy bay này sẽ được giao trong khoảng thời gian từ 2012 tới 2016 . Các máy bay Boeing 787s sẽ thay thế cho 14 chiếc Boeing 767 còn máy ay A380s sẽ thay thế cho 20 chiếc Boeing 747-400s và sẽ được dùng để tăng công suất trên các chuyến bay tới Bangkok, Cape Town, Hong Kong, Johannesburg, Singapore và Sydney.
Ngày 1 tháng 2 năm 2008, hãng công bố đã đặt hàng hai chiếc Airbus A318 nhằm cung cấp dịch vụ hạng thương gia từ sân bay London City tới New York Hai chiếc A318s này được trang bị 32 ghế giường nằm và tất cả đếu là hạng thương gia và các dịch vụ này được bắt đầu vào tháng 9-2009. A318 là loại máy bay lớn nhất có thể khai thác được tại sân bay London City

## Marketing
Nhạc nền được sử dụng trong các quảng cáo của British Airways có tên là The Flower Duet được sáng tác bởi Léo Delibes được đưa ra cùng với khẩu hiệu "Hãng hàng không được yêu thích của thế giới" (The World's Favorite Airline) năm 1989 trong chiến dịch quảng cáo của hãng. Khẩu hiệu này được dỡ bỏ vào năm 2001, sau khi hãng bị Lufthansa chiếm ngôi vị đầu bảng về số lượng hành khách chuyên trở . Tuy nhiên "The Flower Duet vẫn tiếp tục được sử dụng. Phiên bản hiện tại của giai điệu này được giới thiệu vào năm 2007 cùng với khẩu hiệu mới "Upgrade to British Airways"
Saatchi & Saatchi là công ty quảng cáo đã thực hiện các chương trình quảng cáo của British Airways trong rất nhiều năm và đã thực hiện rất nhiều quảng cáo nổi tiếng cho hãng. Nó đã tạo ra sự ảnh hưởng của chương trình quảng cáo "Face" cho hãng. Từ tháng 2-2007, Barte Bogle Hegarty được chỉ định là công ty quảng cáo cho British Airways.

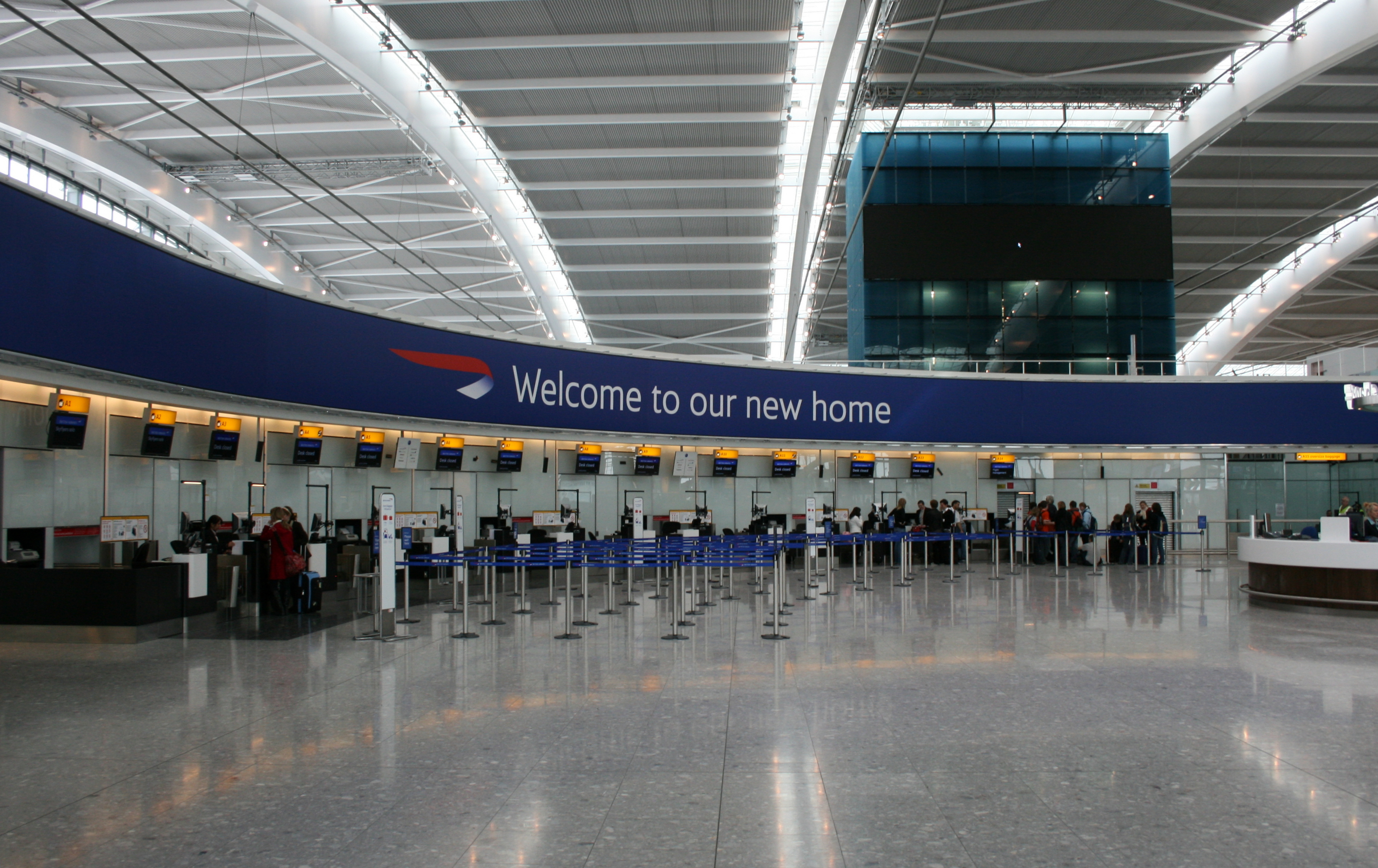
British Airways' speedbird logo marks the entrance to London Heathrow Terminal 5

Trước khẩu hiệu "Hãng hàng không được yêu thích của thế giới", British Airways còn có các khẩu hiệu sau:
- "The World's Best Airline".
- "We'll Take More Care Of You".
- "Fly the Flag".

British Airways là nhà vận chuyển chính thức của giải quần vợt Wimbledon cũng như nhà vận chuyển chính thức và đối tác số 1 của Thế vận hội Olympic 2012 tại London
British Airways cũng là nhà vận chuyển chính thức của đội tuyển Anh cho World Cup 2018

## Khoang hành khách

### Nội địa Anh
Ghế hành khách của các đường bay trong nội địa Anh rộng 31 và chỉ có 1 hạng ghế. Suất ăn được phục vụ tùy theo chặng bay cũng như thời gian trong ngày. Trên tất cả các đường bay trong nội địa Anh, hành khách được phục vụ bữa ăn sáng trước 10h và sau 10h chỉ được phục vụ đồ uống và đồ ăn nhẹ. Trên các chuyến bay giữa Scottland và London Heathrow, bữa ăn cũng được phục vụ vào buổi tối
Hạng thương gia trong các chuyến bay nội địa Anh cũng được phục vụ như vậy, tuy nhiên hành khách có thể đổi hoặc trả vé miễn phí, cũng như được sử dụng phòng chờ hạng thương gia

### Châu Âu
HạngEuro Traveller có ghế ngồi rộng 31" ngoại trừ trên máy bay Boeing 757 là 32" và 30" trên máy bay Airbus 321. Suất ăn được phục vụ tùy theo chặng bay và được chia theo các Band (VD: Band 1 là Paris, band 3 là Roma và band 4 là Athens). Các chương trình giải trí được phục vụ cho các chuyến bay từ band 4 trên máy bay Boeing 767-300
HạngClub Europe là dịch vụ hạng thương gia trên các chuyến bay ngắn trong nội địa châu Âu. Hành khách được sử dụng phòng chờ hạng thương gia tại các sân bay cũng như được phục vụ suất ăn hoặc trà vào buổi chiều. Trên hầu hết các máy bay, ghế ngồi của hạng Club Europe rộng 31" ngoại trừ máy bay Boeing 757, ghế ngồi của hạng này rộng 36-37".

### Quốc tế

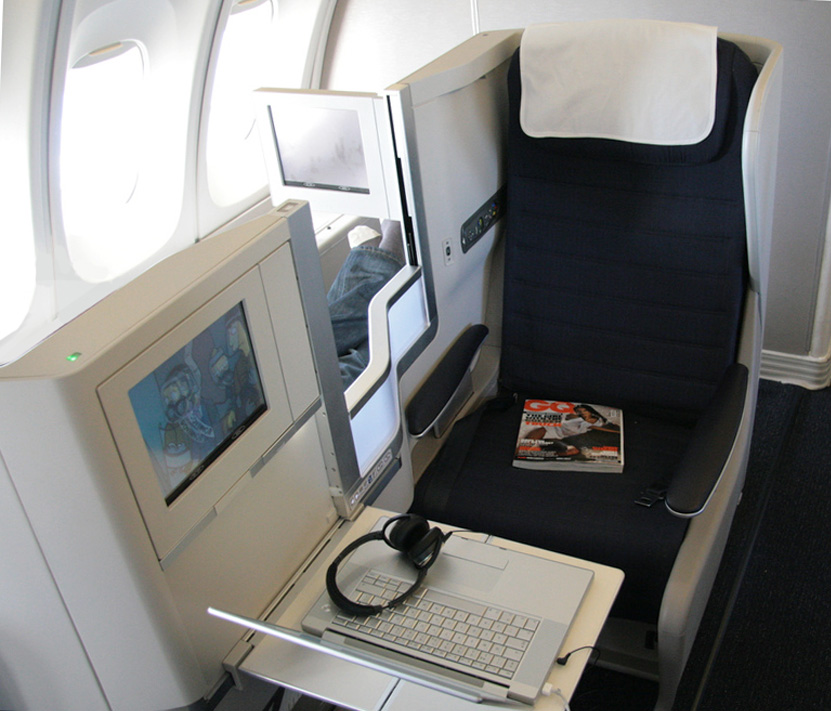
Club World seat

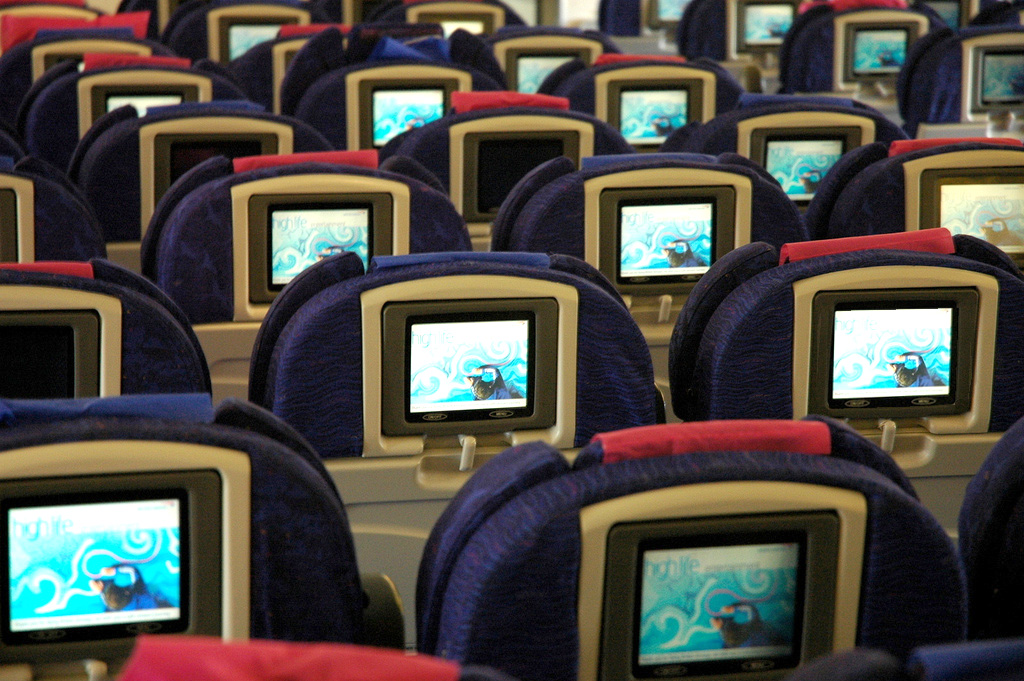
World Traveller cabin

First là dịch vụ hạng nhất trên các chuyến bay đường dài, được phục vụ trên máy bay Boeing 747 và Boeing 777. Có tất cả 14 khoang cá nhân trên mỗi máy bay, mỗi khoang có giường nằm rộng 6ft6 (1.98m), một màn hình cá nhân rộng 15 inch cho việc giải trí cũng như ổ cắm điện dành cho laptop và điện thoại di động. Quầy check-in dành riêng cho khách hạng nhất được phục vụ ở một số sân bay.
Club World là dịch vụ hạng thương gia trên các chuyến bay đường dài của BA. Hành khách được sử dụng phòng chờ dành cho hạng thương gia tại hầu hết các sân bay cũng như sử dụng phòng đón tiếp tại nhà ga số 5, sân bay London Hathrow. Ngày 13 tháng 11 năm 2006, British Airways giới thiệu dịch vụ hạng thương gia mới, cung cấp ghế ngồi rộng hơn cũng như các dịch vụ tốt hơn. Ghế ngồi rộng 20 inch và dài 6ft6 và có thể chuyển thành giường nằm. Với 24 chỗ trên máy bay Boeing 767-300ER, 40 tới 48 chỗ trên máy bay 777 và kể từ năm 2007, 52 tới 70 chỗ trên máy bay 747-400. Club World được đưa ra vào ngày 5 tháng 1 năm 1998 cùng với Club Europe.
World Traveller và World Traveller Plus là hai dịch vụ hạng phổ thông trên các chuyến bay quốc tế đường dài của British Airways. Ghế ngồi của hạng World Traveller rộng 31" và hạng World Traveller Plus là 38".

#### Thiết kế khoang hành khách đặc biệt
Tăng số lượng hành khách trên chuyến bay nhằm tăng hiệu quả kinh tế của một chuyến bay luôn là một vấn đề mang tính cạnh tranh trong ngành công nghiệp hàng không.. Năm 2001, British Airways là hãng hàng không đầu tiên giới thiệu kiểu thiết kế 10 hàng ghế trong khoang hạng phổ thông trên máy bay Boeing 777 mà trước đó nó chỉ được thiết kế 9 hàng ghế. This utilised specially built narrow seats and aisles, và được áp dụng cho 3 chiếc Boeing 777-200ERs trên các chuyến bay tới Carribbean,sau British Airways, thiết kế khoang hành khách kiểu này cũng được các hãng Emirates Airline, Air France, KLM và China Southern Airlines áp dụng. Tuy nhiên sau đó, British Airways lại không sử dụng thiết kế này và quay lại với kiểu thiết kế 9 hàng ghế truyền thống. 

### Quy định về chỗ ngồi
tháng 3-2001, British Airways đưa ra quy định mới về sắp xếp chỗ ngồi trên khoang, theo đó hành khách nam sẽ không được xếp ngồi cạnh trẻ em khi trẻ em đó không có người giám hộ ngồi cạnh, cho dù người giám hộ đó ngồi đâu đó trên khoang

## Phòng chờ hạng thương gia

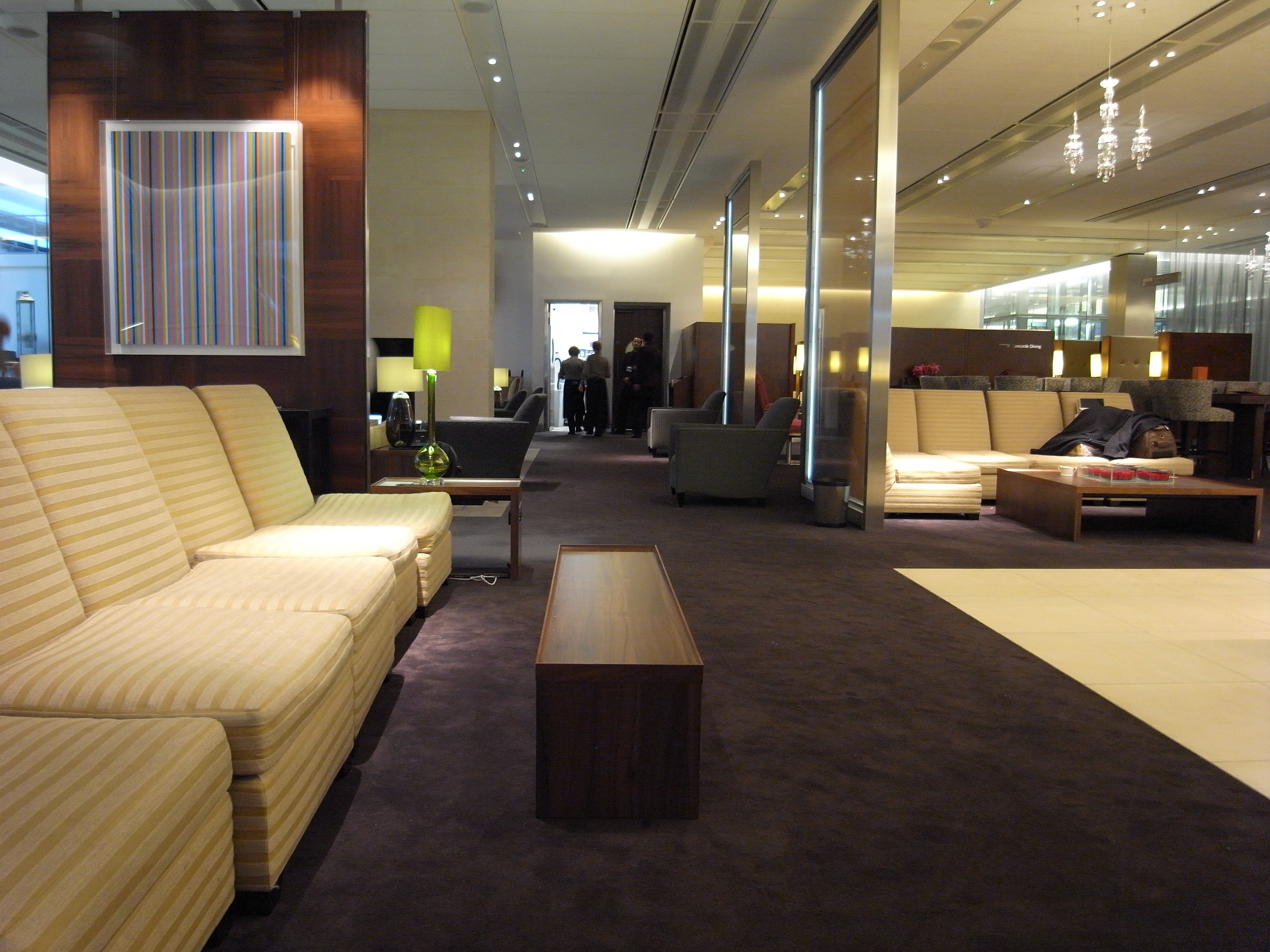
British Airways Concorde Room at Heathrow Terminal 5A

British Airways khai thác nhiều loại phòng chờ khác nhau dành cho hành khách sử dụng dịch vụ hạng thương gia hoặc các thành viên của chương trình khách hàng thường xuyên.. Phòng chờ "Concorde Room" tại nhà ga số 7, sân bay quốc tế John F. Kennedy sẽ được nâng cấp lại theo chuẩn của Concorde Room tại nhà ga 5A, sân bay London Heathrow. Phòng chờ hạng nhất sẽ được thay thế bằng phòng chờ với tên gọi "Galleries First". Các phòng chờ Terraces và Executive Club sẽ được thay thế bằng "Galleries Club". Gate 1 tại nhà ga số 4, sân bay London Heathrow đóng cửa vào ngày 29 tháng 10 năm 2009 và 3 phòng chờ khác tại nhà ga này được chuyển sang nhà ga số 3. Tại các sân bay mà British Airways không khai thác phòng chờ hạng thương gia, hành khách sẽ sử dụng phòng chờ của đối tác thứ ba của British Airways.

## Chương trình khách hàng thường xuyên

### Executive Club
Là chương trình khách hàng thường xuyên chính của British Airways và là một phần trong hệ thống chương trình khách hàng thường xuyên của Oneworld. Executive Club có 3 cấp bậc là xanh(Blue), bạc(Silver) vàng(Gold)..Quye62nn lợi của hội viên có thẻ vàng và bạc là được sử dụng phòng chờ hạng thương gia cũng như được ưu tiên giữ chỗ. Không giống như chương trình của các hãng hàng không khác, Executive Club có hai tài khoản khác nhau dành cho điểm thưởng "BA Miles" và điểm xét hạng "Tier Points". Từ tháng 8-2009, hội viên có thể tích lũy điểm xét hạng trên tất cả các chuyến bay, bao gồm cả vé khuyến mại.
Hành khách sử dụng vé khuyến mãi chỉ tích lũy được 25% số điểm BA Miles. Hội viên của Executive Club được gia hạn hàng năm dựa theo số điểm mà thành viên đó tích lũy được trong năm. VD: để giữ được hạng Bạc, hội viên cần phải thực hiện ít nhất 4 chuyến bay khứ hồi hạng phổ thông giữa Anh và bờ Đông Mỹ. Điểm thưởng của hội viên sẽ hết hiệu lực trong vòng 36 tháng.

### Premier
Là chương trình trong đó hội viên có được nhiều quyến lợi hơn hội viên vàng của Executive Club. Nó chỉ được cấp cho thành viên quản trị của BA và hiện có 1200 thành viên.